# Johan Padan la descoperirea Americilor
Johan Padan la descoperirea Americilor (titlu original în italiană Johan Padan a la descoverta de le Americhe) este o comedie de Dario Fo, prezentată publicului italian în 1992, anul în care s-au celebrat cinci secole de la descoperirea Americii.
Fo povestește acest eveniment în propria sa manieră: un sărăntoc din zona Bergamo, încercând să scape de Inchiziție, fuge de la Veneția în Spania și de acolo, după multe peripeții, în Lumea Nouă. Pentru a propune o nouă lectură a istoriei alternative celei oficiale, folosește strategia eroului din întâmplare, care joacă micul său rol într-un eveniment care îl depășește.
Sunt multe puncte similare cu Mistero Buffo: și în acest caz se face uz de limba grammelot, iar piesa este un basm distractiv în care comicul dăruiește o viziune desacralizantă a lumii. Din nou, Fo este singur pe scenă, interpretând toate personajele.